# Лесной (Шойбулакское сельское поселение)
Лесно́й — посёлок в Медведевском районе Марий Эл Российской Федерации. Входит в состав Шойбулакского сельского поселения.
Численность населения — 86 человек (2014 год).

## География
Посёлок располагается в 14 км от административного центра сельского поселения — села Шойбулак. Посёлок примыкает к деревне Кугуван и садоводческим товариществам «Кюшнур» и «Кугуван».

## История
Длительное время посёлок Лесной значился как Шойбулакский лесоучасток. Статус посёлка официально оформлен в 1973 году.

## Население
| 2010 | 2011 | 2012 | 2013 | 2014 |
| ---- | ---- | ---- | ---- | ---- |
| 96   | ↗97  | ↘92  | ↘91  | ↘86  |

Национальный состав на 1 января 2014 г.:
| Национальность | Численность, чел. | Доля    |
| -------------- | ----------------- | ------- |
| всего          | 86                | 100,0 % |
| Марийцы        | 55                | 64 %    |
| Русские        | 31                | 36 %    |

## Инфраструктура
Улично-дорожная сеть посёлка имеет грунтовое покрытие. Просёлочная дорога, ведущая к деревне Кюшнур имеет щебневое покрытие.
Жители проживают в индивидуальных домах, не имеющих централизованного водоснабжения и водоотведения. Дома не газифицированы. В посёлке имеется продовольственный магазин.